# سید سعید
سید سعید روستایی در دهستان نصرآباد بخش مرکزی شهرستان قصرشیرین استان کرمانشاه ایران است.

## جمعیت
بر پایه سرشماری عمومی نفوس و مسکن در سال ۱۳۹۵ جمعیت این مکان ۲۶۲ نفر (۸۵خانوار) بوده‌است.